# Claudio Huepe
Claudio Alberto Huepe Minoletti , né le 7 août 1966 à Santiago, est un ingénieur et homme politique chilien. Il est ministre de l'Énergie entre le 11 mars et le 6 septembre 2022.

## Biographie

### Jeunesse et formation
Claudio Huepe est le fils de l'ancien ministre et député Claudio Huepe García (es) et de Gilda María Celestina Minoletti Scaramelli.
Il suit des études d'ingénierie commerciale à l'université pontificale catholique du Chili où il obtient une maîtrise en économie. Il décroche également une maîtrise en économie de l'environnement à l'University College de Londres.
Il est marié à Daniela Beatriz Marinovic Chodowiecki.

### Parcours professionnel
Il a exercé sa profession d'ingénieur dans les secteurs public et privé. Pendant le gouvernement du président Patricio Aylwin, il travaille au ministère des Mines, en tant que dirigeant de la section environnementale. Plus tard, il a été consultant dans le privé et également responsable de la Commission nationale de l'énergie (CNE).
Sous le premier mandat de Sebastián Piñera, il rejoint l'équipe du ministère de l'Énergie, étant nommé chef de la division de la prospective et de la politique.
Il est professeur et directeur du Centre pour l'énergie et le développement durable de l'université Diego-Portales (UDP).

### Parcours politique
Militant de Convergence sociale (CS), il est désigné en janvier 2022, ministre de l'Énergie par le président élu Gabriel Boric et est investi immédiatement après lui le 11 mars suivant. Il quitte le gouvernement le 6 septembre de la même année.